# Station Toszek Północ
Station Toszek Północ is een spoorwegstation in de Poolse plaats Toszek.